# Vobiscum Satanas
Vobiscum Satanas è il secondo album in studio del gruppo musicale black metal svedese Dark Funeral, pubblicato nel 1998 dalla No Fashion Records.

## Il disco
Pubblicato due anni dopo il loro disco di esordio, i Dark Funeral tornano sulle scene con una formazione completamente nuova eccezion fatta per Lord Ahriman, unico membro rimasto della formazione originale. A sostituire i defezionari Themgoroth, Blackmoon e Equimanthorn ora vi sono Emperor Magus Caligula (voce e basso), Typhos (chitarre) e Alzazmon (batteria). La produzione, come nel disco precedente, è stata affidata a Peter Tägtgren dei The Abyss Studios.

## Ristampe
Nel 2007 il disco è stato rimasterizzato e ripubblicato dalla Regain Records, limitato a 3000 copie e con quattro tracce bonus.
Nel 2010 viene nuovamente ristampato, ma su vinile, dalla Back on Black.
E, nel 2013, in entrambi i formati dalla Century Media; sempre con le tracce bonus.

## Tracce
1. Ravenna Strigoi Mortii – 4:27 (Lord Ahriman, Emperor Magus Caligula)
2. Enriched by Evil – 4:43 (Lord Ahriman, Typhos, Emperor Magus Caligula)
3. Thy Legions Come – 4:13 (Lord Ahriman, Emperor Magus Caligula)
4. Evil Prevail – 4:28 (Lord Ahriman, Typhos, Emperor Magus Caligula)
5. Slava Satan – 3:59 (Lord Ahriman, Emperor Magus Caligula)
6. The Black Winged Horde – 4:37 (Lord Ahriman, Typhos, Emperor Magus Caligula)
7. Vobiscum Sathanas – 5:00 (Lord Ahriman, Emperor Magus Caligula)
8. Ineffable King of Darkness – 3:40 (Lord Ahriman, Typhos, Emperor Magus Caligula)
9. Enriched by Evil (Live at Hultsfred Festival)[1] – 4:40 (Lord Ahriman, Typhos, Emperor Magus Caligula)
10. Thy Legions Come (Live at Hultsfred Festival)[1] – 4:13 (Lord Ahriman, Emperor Magus Caligula)
11. Vobiscum Sathanas (Live at Hultsfred Festival)[1] – 4:49 (Lord Ahriman, Emperor Magus Caligula)
12. Ineffable King of Darkness (Live at Hultsfred Festival)[1] – 3:45 (Lord Ahriman, Typhos, Emperor Magus Caligula)

## Formazione
- Emperor Magus Caligula - voce, basso
- Lord Ahriman - chitarra
- Typhos - chitarra
- Alzazmon - batteria